# Xiünda
Xiünda (en rus: Шюнда) és un poble de la república de Txetxènia, a Rússia, segons el cens del 2010 tenia 18 habitants.